# Sei Nazioni 2006
Il Sei Nazioni 2006 (in inglese 2006 Six Nations Championship; in francese Tournoi des Six Nations 2006; in gallese Pencampwriaeth y Chwe Gwlad 2006) fu la 7ª edizione del torneo annuale di rugby a 15 tra le squadre nazionali di Francia, Galles, Inghilterra, Irlanda, Italia e Scozia, nonché la 112ª in assoluto considerando anche le edizioni dell'Home Nations Championship e del Cinque Nazioni.
Noto per motivi di sponsorizzazione come 2006 RBS Six Nations Championship a seguito di accordo di partnership commerciale con la Royal Bank of Scotland, si tenne dal 4 febbraio al 18 marzo 2006.
Nonostante la sconfitta iniziale a Edimburgo contro la Scozia, fu la Francia a guadagnare il suo ventitreesimo titolo, terminando il torneo a pari punti dell'Irlanda ma con una differenza punti migliore (gli irlandesi, nell'ultimo incontro, avrebbero dovuto battere con 34 punti di scarto l'Inghilterra ma vinsero solo con 4 punti di margine).
Si trattò della seconda volta nell'era del Sei Nazioni, e la quinta dal 1994, anno dell'abolizione delle vittorie condivise, che il torneo fu deciso dalla differenza punti fatti/subiti.
La nuova Italia di Pierre Berbizier non evitò l'ultimo posto in classifica, ma riuscì a scampare al whitewash grazie al pareggio a Cardiff 18-18, primo punto esterno guadagnato nel torneo dagli Azzurri.
Quella del 2006 fu anche l'edizione in cui il Sei Nazioni salutò Lansdowne Road: la vittoria irlandese per 15-9 sulla Scozia fu l'ultima partita del torneo nello stadio dublinese che, a fine anno, sarebbe stato definitivamente chiuso e, successivamente, demolito per fare spazio all'Aviva Stadium.
Per le successive quattro edizioni l'Irlanda giocò a Croke Park, impianto normalmente dedicato agli sport gaelici.
Il valore delle marcature, come stabilito dall’IRFB nel 1992, era: 5 punti per ciascuna meta (7 se trasformata), 3 punti per la realizzazione di ciascun calcio piazzato, idem per il drop.

## Nazionali partecipanti e sedi
| Squadra     | Città       | Impianto interno   |
| ----------- | ----------- | ------------------ |
| Francia     | Saint-Denis | Stade de France    |
| Galles      | Cardiff     | Millennium Stadium |
| Inghilterra | Londra      | Twickenham         |
| Irlanda     | Dublino     | Lansdowne Road     |
| Italia      | Roma        | Stadio Flaminio    |
| Scozia      | Edimburgo   | Murrayfield        |

## Risultati

### 1ª giornata
| Arbitro: | Dave Pearson |

|                               |      |                          |
| Flannery 26’ Bowe 48’         | mt   | 30’ Mirco Bergamasco     |
| O'Gara 26’, 48’               | tr   | 30’ Pez                  |
| O'Gara 40+2’, 60’, 70’, 80+4’ | c.p. | 13’, 64’ Pez 45’ Griffen |

| Arbitro: | Paul Honiss |

|                                                                      |      |                   |
| Cueto 15’ Moody 31’ Tindall 65’ Dallaglio 75’ Dawson 78’ Voyce 80+7’ | mt   | 35’ M. Williams   |
| Hodgson 15’, 75’ Goode 78’, 80+7’                                    | tr   | 35’ S. Jones      |
| Hodgson 28’, 45’, 55’                                                | c.p. | 21’, 53’ S. Jones |

| Arbitro: | Jonathan Kaplan |

|                    |      |                          |
| S. Lamont 11’, 46’ | mt   | 50’ Bonnaire 80+2’ Bruno |
| Paterson 11’, 46’  | tr   |                          |
| Paterson 22’, 33’  | c.p. | Élissalde                |

### 2ª giornata
| Arbitro: | Paul Honiss |

|                                                      |      |                                                   |
| Rougerie 3’ Magne 8’ Marty 18’, 48’ Heymans 37’, 45’ | mt   | 57’ O’Gara 61’ D’Arcy 66’ O’Callaghan 70’ Trimble |
| Élissalde 8’, 18’, 37’, 45’, 48’                     | tr   | 57’, 61’, 66’, 70’ O’Gara                         |
| Élissalde 32’                                        | c.p. | 30’ O’Gara                                        |

| Arbitro: | Kelvin Deaker |

|                        |      |                                                        |
| Mirco Bergamasco 80+4’ | mt   | 30’ Tindall 57’ Hodgson 70’ Cueto 80+9’ Simpson-Daniel |
| Pez 80+4’              | tr   | 30’, 57’, 70’, 80+9’ Hodgson                           |
| Pez 37’                | c.p. | 51’ Hodgson                                            |
| Pez 40+1’, 42’         | drop |                                                        |

| Arbitro: | Steve Walsh |

|                                          |      |                                |
| tecnica 7’ G. Thomas 35’, 64’ Sidoli 54’ | mt   | 80+4’ Southwell 80+7’ Paterson |
| S. Jones 7’, 35’, 54’, 64’               | tr   | 80+7’ Paterson                 |
|                                          | c.p. | 19’, 39’ Paterson              |

### 3ª giornata
| Arbitro: | Tony Spreadbury |

|                                                                                |      |                   |
| T. Lièvremont 31’ Nyanga 59’ P. de Villiers 72’ Rougerie 80+6’ Michalak 80+10’ | mt   |                   |
| D. Yachvili 72’, 80+6’, 80+10’                                                 | tr   |                   |
| Élissalde 5’ D. Yachvili 47’                                                   | c.p. | 10’, 20’, 28’ Pez |
|                                                                                | drop | 38’ Pez           |

| Arbitro: | Alan Lewis |

|                                   |      |                           |
| Paterson 3’, 43’, 48’, 75’, 80+1’ | c.p. | 8’, 41’, 64’, 78’ Hodgson |
| Parks 58’                         | drop |                           |

| Arbitro: | Jonathan Kaplan |

|                                           |      |             |
| D. Wallace 29’ Horgan 44’ Stringer 80+12’ | mt   | 9’ M. Jones |
| O’Gara 44’, 80+12’                        | tr   |             |
| O’Gara 18’, 40+1’, 48’, 59’               | c.p. |             |

### 4ª giornata
| Arbitro: | Joël Jutge |

|                           |      |                           |
| M. Jones 12’ S. Jones 29’ | mt   | 17’ Galon 40+6’ Canavosio |
| S. Jones 29’              | tr   | 40+6’ Pez                 |
| S. Jones 4’, 63’          | c.p. | 40’, 47’ Pez              |

| Arbitro: | Stuart Dickinson |

|                               |      |                        |
| O’Gara 3’, 10’, 24’, 38’, 58’ | c.p. | 11’, 17’, 28’ Paterson |

| Arbitro: | Alain Rolland |

|                                     |      |                         |
| Fritz 1’ Traille 70’ Dominici 80+3’ | mt   |                         |
| D. Yachvili 1’, 80+3’               | tr   |                         |
| D. Yachvili 7’, 11’, 34’, 77’       | c.p. | 40+4’ Hodgson 43’ Goode |

### 5ª giornata
| Arbitro: | Alain Rolland |

|                     |      |              |
| Mirco Bergamasco 7’ | mt   | 13’ Paterson |
| Pez 7’              | tr   | 13’ Paterson |
| Pez 58’             | c.p. | 78’ Paterson |
|                     | drop | 40’ Ross     |

| Arbitro: | Chris White |

|                             |      |                                        |
| Luscombe 34’                | mt   | 50’ Szarzewski 80’ Fritz               |
| S. Jones 34’                | tr   | 50’ Élissalde                          |
| S. Jones 5’, 27’ Henson 60’ | c.p. | 12’, 40+2’ D. Yachvili 80+6’ Élissalde |

| Arbitro: | Nigel Whitehouse |

|                          |      |                          |
| Noon 2’ Borthwick 52’    | mt   | 8’, 79’ Horgan 59’ Leamy |
| Goode 52’                | tr   | 59’, 79’ O’Gara          |
| Goode 38’, 44’, 69’, 75’ | c.p. | 17’, 37’, 43’ O’Gara     |

## Classifica
| Pos | Squadra     | G | V | N | P | PF  | PS  | DP  | Pt |
| --- | ----------- | - | - | - | - | --- | --- | --- | -- |
| 1   | Francia     | 5 | 4 | 0 | 1 | 148 | 85  | +63 | 8  |
| 2   | Irlanda     | 5 | 4 | 0 | 1 | 131 | 97  | +34 | 8  |
| 3   | Scozia      | 5 | 3 | 0 | 2 | 78  | 81  | −3  | 6  |
| 4   | Inghilterra | 5 | 2 | 0 | 3 | 120 | 106 | +14 | 4  |
| 5   | Galles      | 5 | 1 | 1 | 3 | 80  | 135 | −55 | 3  |
| 6   | Italia      | 5 | 0 | 1 | 4 | 72  | 125 | −53 | 1  |